# Charlie Charlie Challenge

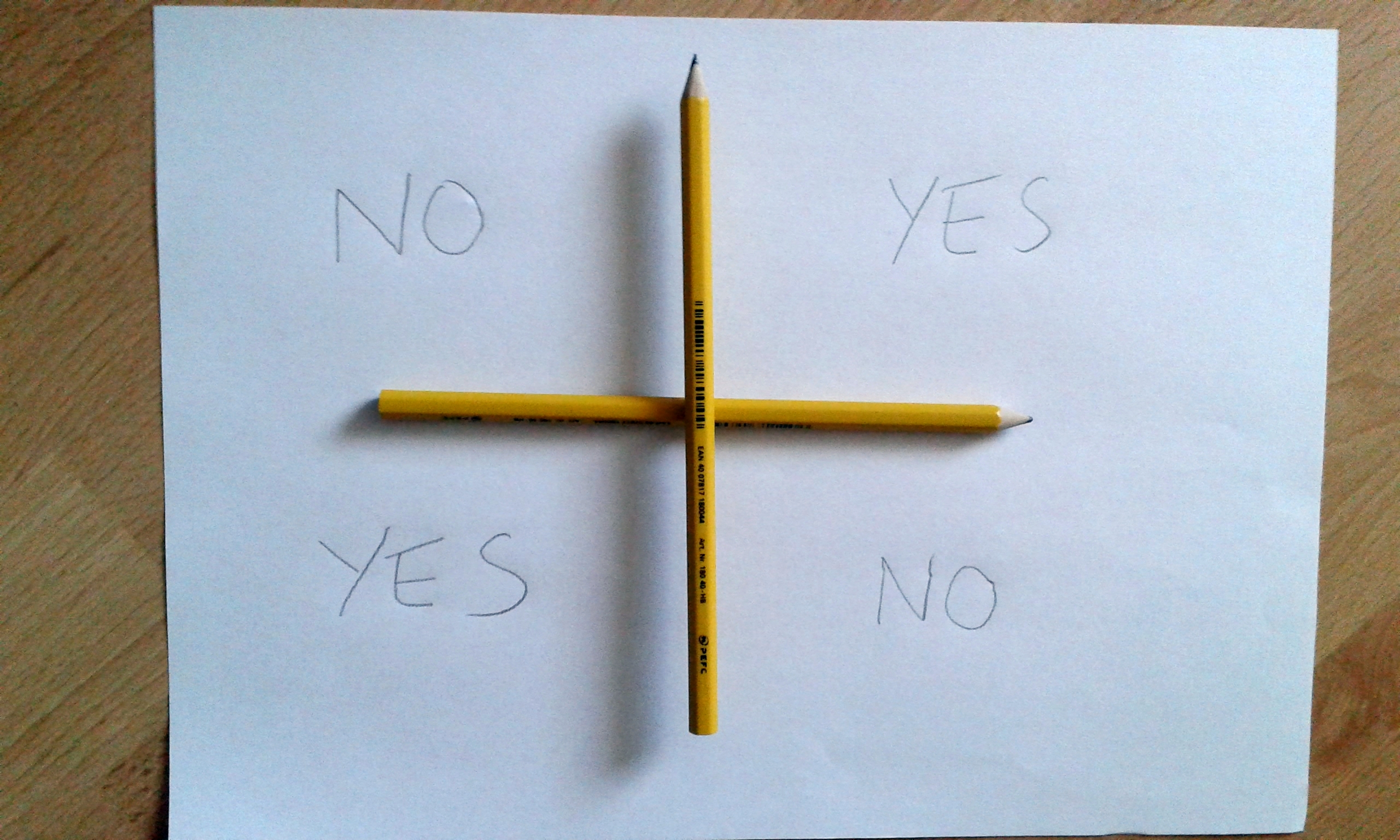
Basisopzet van de Charlie Charlie Challenge.

De Charlie Charlie Challenge is een spel waarbij deelnemers de 'geest' Charlie aanroepen, die vervolgens gevraagd wordt om (gesloten) vragen te beantwoorden. Het spel wordt gespeeld met twee potloden die dwars op elkaar liggen, en een vel papier. Het verhaal gaat dat het gebalanceerde potlood beweegt na het stellen van vragen; in werkelijkheid verplaatst het balancerende potlood zich door de uitoefening van een fysieke kracht, door bijvoorbeeld zachtjes te blazen. 

## Oorsprong
Het spel zou al decennialang gespeeld worden in Spaanstalige landen. In april 2015 besteedde een radioprogramma uit de Dominicaanse Republiek er een item aan, waarna er een internationale rage ontstond. Eind mei 2015 bereikte de hype Nederland. Het spel is waarschijnlijk een Amerikaanse vinding. Charlie is geen Spaanstalige en dus in Mexico ongebruikelijke naam.

## Spelregels en -verloop
Het doel van het spel is om de geest van een Mexicaans jongetje (Charlie) aan te roepen dat zelfmoord pleegde. Volgens een ander verhaal zou 'Charlie' een 'demonische' Mexicaanse man zijn met zwart-rode ogen.
Om het te spelen zijn alleen een stuk papier en twee potloden (of pennen) nodig. Het papier wordt in vier kwadranten verdeeld door er een groot kruis op te tekenen. In de bovenste twee kwadranten wordt 'ja' en 'nee' geschreven en in de onderste twee 'nee' en 'ja' (of vice versa). Eén potlood wordt vervolgens op een van de lijnen op het papier gelegd en het andere potlood wordt dan voorzichtig op het onderliggende potlood gebalanceerd. Het vak waar het potlood naar toedraait, geeft het antwoord van Charlie aan.
Bij aanvang van het spel wordt de geest opgeroepen met "Charlie, Charlie, kunnen we spelen?" of "Charlie, Charlie, ben je daar?". Geven de potloden "ja" aan, dan kan het spel beginnen. Om het spel te beëindigen moeten de spelers "Charlie, Charlie, kunnen we stoppen" roepen.

## Verklaring
Het potlood is in balans doordat de massa van het potlood gelijkmatig is gedistribueerd. Er is sprake van een mechanisch evenwicht. Het potlood komt in beweging door het uitoefenen van een kracht op het potlood, bijvoorbeeld door (lichtjes) te blazen. Wetenschappers menen dat er niets bijzonders aan de hand is. Het werd bijvoorbeeld al snel opgemerkt dat potloden die op elkaar gebalanceerd worden, zeer onstabiel zijn en een luchtstroom de potloden kan laten bewegen. Bijvoorbeeld door het uitspreken van de aanvangszin, of door te zachtjes te blazen. Sommige media rapporteerden dat de zwaartekracht de potloden in beweging kan brengen, als de ondergrond waarop de potloden liggen niet waterpas is. Echter, zwaartekracht kan geen verandering in de krachten brengen. Een verandering van beweging komt tot stand door de uitoefening van een andere kracht op het voorwerp.

## Reacties
Reacties op het fenomeen zijn wisselend. Veel kinderen en jongeren vinden het eng of griezelig, maar proberen het omdat het bij hen spanning opwekt. Sommigen schrikken zich rot als de potloden bewegen, anderen geloven niet dat er echt geesten achter zitten. Veel ouders, vooral uit christelijke hoek, zijn ongerust omdat "er nare dingen kunnen voortkomen uit jezelf openstellen voor die andere wereld." In een hoofdredactioneel commentaar verklaarde het Reformatorisch Dagblad dat geesten aanroepen 'bepaald niet onschuldig' is: "Een opmerking dat de geest van Charlie alleen maar fictie is, doet dus geen recht aan de notie van de Bijbel dat de wereld van de boze geesten bestaat en dat deze kwade machten om ons heen zwerven, op zoek naar een prooi." Jongerenwerker Geert Mollema riep met een Facebook-pagina de EO-Jongerendag op om afstand te nemen van de Charlie Charlie challenge om 'op te staan tegen deze geestelijke macht.'
Hoogleraar parapsychologie Dick Bierman van de Universiteit van Amsterdam noemde het idee dat er geesten achter zitten 'flauwekul' en benadrukte dat niemand zich zorgen hoefde te maken om het spelletje. Er is geen fundamenteel wetenschappelijk onderzoek bekend dat aantoont dat geesten werkelijk bestaan, en zo ja, met energie hun aanwezigheid kenbaar kunnen maken aan mensen of enig andere bovennatuurlijke verklaring. Wel is er veel onderzoek gedaan naar cognitieve beïnvloeding en denkfouten die ten grondslag kunnen liggen aan irrationaliteit.